# Doryopteris itatiaiensis
Doryopteris itatiaiensis là một loài dương xỉ trong họ Pteridaceae. Loài này được C. Chr. mô tả khoa học đầu tiên năm 1902.